# Mănăstirea Cobia
Mănăstirea Cobia reprezintă un așezământ monahal ortodox cu o istorie bogată, situat în satul Mănăstirea, parte a comunei Cobia, din județul Dâmbovița, Muntenia, România. Lăcașul de cult poartă hramul „Sfântul Ierarh Nicolae”, sărbătorit anual pe data de 6 decembrie. Fondată în anul 1572 de către stolnicul Badea Boloșin, sub domnia voievodului Io Alexandru (Alexandru al II-lea Mircea), mănăstirea este recunoscută ca un monument de o valoare arhitecturală excepțională.
Un aspect distinctiv al Mănăstirii Cobia este decorația exterioară a bisericii, fapt care a determinat supranumirea sa drept „Voronețul sudului României”. Comparabilă cu bisericile pictate din Bucovina, această denumire subliniază valoarea artistică și arhitecturală a edificiului.

## Localizare și Acces
Mănăstirea este situată în satul Mănăstirea (Cobia), comuna Cobia, județul Dâmbovița, în Câmpia Găeștilor, la circa 7 km de Găești și 25 km de Târgoviște. Se ajunge pe DJ702E, iar așezământul este amplasat într-o vale pitorescă, pe malul pârâului Cobiuța.

## Istoric

### Fondare
Ctitorul mănăstirii este Badea Boloșin, care a edificat lăcașul în anul 1572, sub domnia lui Alexandru al II-lea Mircea. Se menționează implicarea Ecaterina Salvarezzo, posibil de origine italiană, în aducerea cărămizilor smălțuite folosite în construcție.

### Secularizarea și schimbarea statutului
Inițial lăcaș de călugări, inclusiv greci, mănăstirea a devenit biserică de mir în urma secularizării din secolul al XIX-lea, sub Alexandru Ioan Cuza.

### Legende
O legendă locală menționează că Mihai Viteazul ar fi trecut prin Cobia după Bătălia de la Călugăreni și ar fi dăruit un clopot mănăstirii.

## Arhitectură și Caracteristici
Biserica este de tip triconc, cu o lungime de 14 m și lățime de 6 m, cu turla amplasată pe naos și o catapeteasmă din zid. Nu are pridvor. Paramentul exterior este realizat integral din cărămidă smălțuită în culorile verde, ocru și siena.
Această decorație face trimitere la stilul muntenesc de secol XVI și apropie Mănăstirea Cobia de biserica Cotmeana, dar cu influențe italiene.

## Restaurări

### Cronologie
după 1680: reparații de Pârvu Cantacuzino
1723–1724: prăbușirea colțurilor bisericii
1752: închinată fundației filotime de la Pantelimon
secolul XIX: intervenții după cutremure (1802, 1830, 1838) de Eforia Spitalelor
1843: refacerea acoperișului și caselor egumenului
1883: cutremurul prăbușește turla, este refăcută
1938: restaurare de Comisiunea Monumentelor Istorice
1974–1975: sondaje stratigrafice; s-a constatat lipsa picturii originale
1989–1994: inițiate reparații de pr. Ioan Popescu, reluate după 1994
2001: pictură interioară de Romeo Andronic, inspirată de Mănăstirea Cozia și Bucovățul Vechi

## Patrimoniu Cultural

### Obiecte valoroase
Ușile originale ale bisericii (1723), sculptate, sunt păstrate la Muzeul Mănăstirii Sinaia și, conform altor surse, la Muzeul Național de Istorie a României.

### Pictura murală
Biserica nu a avut pictură murală originală. Pictura actuală datează din 2001 și este inspirată de fresce postbizantine.